# Négyélű füzike
A négyélű füzike (Epilobium tetragonum) a mirtuszvirágúak (Myrtales) rendjébe és a ligetszépefélék (Onagraceae) családjába tartozó faj.
Közel 1 méter magas növény, indái nincsenek, szára, melyen 2-4 paraléc van, tömör. Levelei 2–8 cm hosszúak, 0,5–2 cm szélesek, szélük fűrészes, a szár közepe táján eredők kissé lefutnak a szárra. A virágzat (mely több rokon fajjal ellentétben nem mirigyes) szürkés-pelyhes, a szirom legfeljebb 7 mm hosszú, vöröses rózsaszínű. A bibe nem válik szét négy karéjra, bunkószerű. Magyarországon főleg az Alföldön gyakori, nedves helyeken, magaskórós növényzetben fordul elő. Júliustól augusztusig virágzik.

## Alfajai
- Epilobium tetragonum subsp. lamyi (F.W.Schultz) Nyman
- Epilobium tetragonum subsp. tournefortii (Michalet) H.Lév.

## Képek

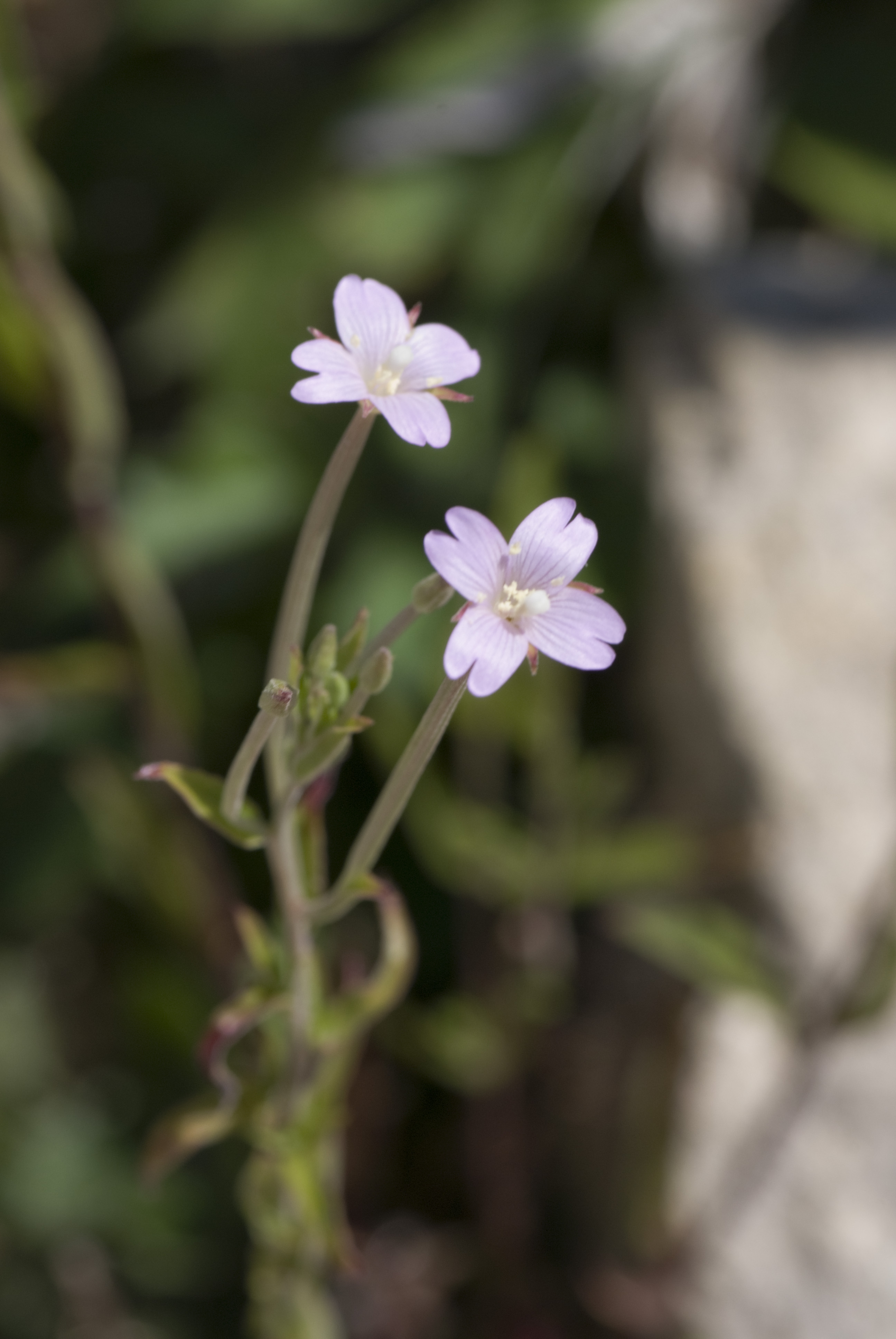
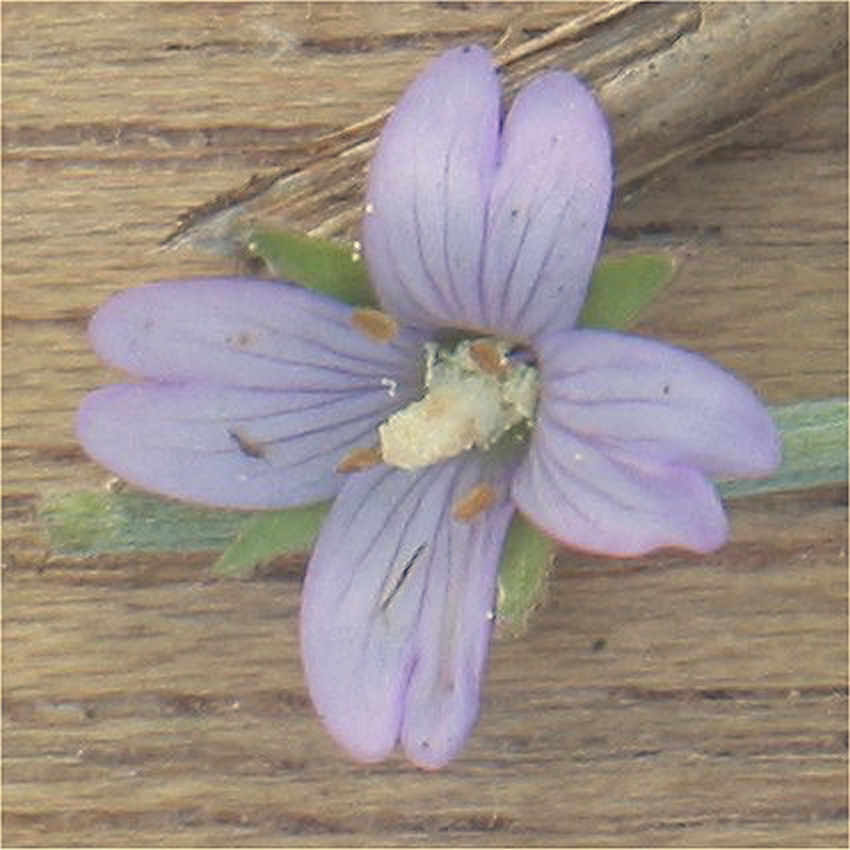
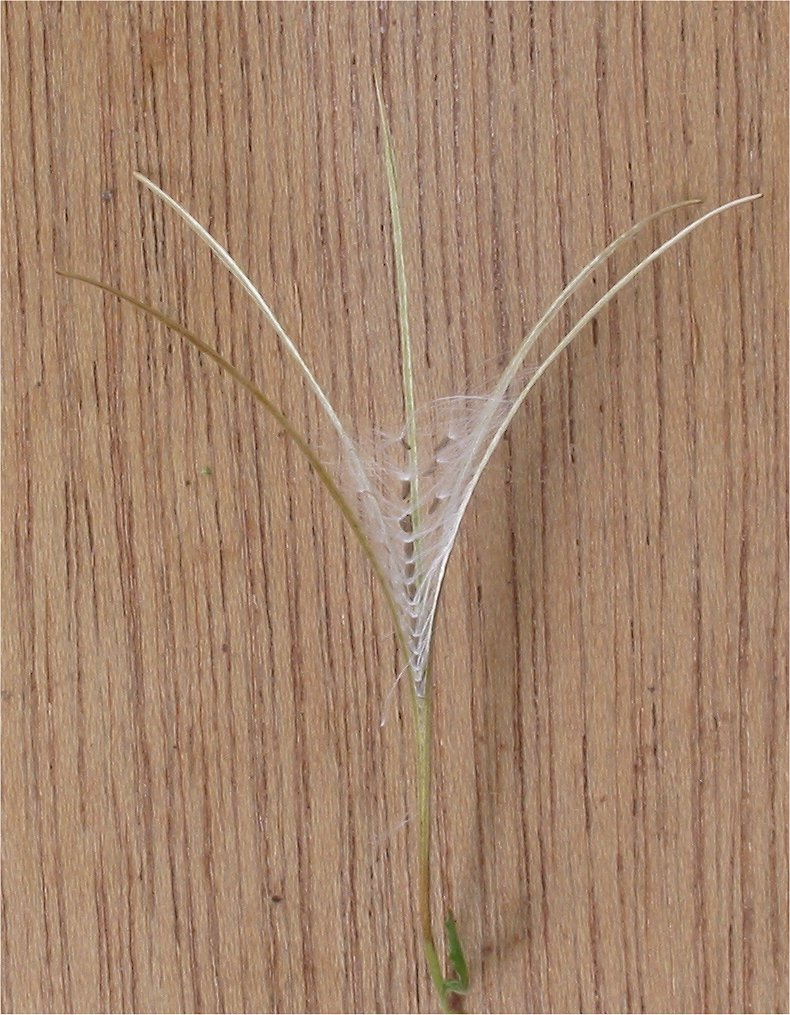